# Gibboryctes gracilicornis
Gibboryctes gracilicornis är en skalbaggsart som beskrevs av Heinrich Bernward Prell 1912. Gibboryctes gracilicornis ingår i släktet Gibboryctes och familjen Dynastidae. Inga underarter finns listade i Catalogue of Life.